# Phylica lasiocarpa
Phylica lasiocarpa är en brakvedsväxtart som beskrevs av Otto Wilhelm Sonder. Phylica lasiocarpa ingår i släktet Phylica och familjen brakvedsväxter. Inga underarter finns listade i Catalogue of Life.